# Kalugerovo (distrikt i Bulgarien, Chaskovo)
Kalugerovo (bulgariska: Калугерово) är ett distrikt i Bulgarien.   Det ligger i kommunen Obsjtina Simeonovgrad och regionen Chaskovo, i den centrala delen av landet, 220 km öster om huvudstaden Sofia.
Trakten runt Kalugerovo består till största delen av jordbruksmark. Runt Kalugerovo är det ganska glesbefolkat, med 48 invånare per kvadratkilometer.